# Бжания, Аслан Георгиевич
Асла́н Гео́ргиевич Бжа́ния (абх. Аслан Гьаргь-иԥа Бжьаниа; род. 6 апреля 1963, село Тамыш, Очамчирский район, Абхазская АССР, Грузинская ССР) — абхазский государственный и политический деятель. Бывший президент частично признанной Республики Абхазия и верховный главнокомандующий Вооружёнными силами (23 апреля 2020 — 19 ноября 2024).
Генерал-майор (2014); депутат VI созыва Народного Собрания—Парламента Республики Абхазия (с 2017 по 2020 год). Кандидат на пост Президента Республики Абхазия на выборах 2014 года, председатель Службы государственной безопасности Республики Абхазия (2010—2014). После поражения на президентских выборах 2014 года был отправлен в отставку с должности председателя Службы государственной безопасности Республики Абхазия и возглавил политическую оппозицию. В 2020 году был организатором и активным участником январских событий, в результате которых президент Абхазии Рауль Хаджимба сложил полномочия.
Ушёл в отставку в ноябре 2024 года в результате нового аналогичного политического кризиса.

## Биография
Родился 6 апреля 1963 года в селе Тамыш, Очамчирского района, в многодетной семье учителей, где домашнее воспитание строилось в абхазском патриархальном духе. Всего в семье воспитывалось пятеро детей. Род Бжании относится к абжуйской этнографической группе абхазов.
В 1980 году окончил Тамышскую среднюю школу и поступил во Фрунзенский политехнический институт на специальность «инженер-строитель». В 1982 году перевёлся в Московский автомобильно-дорожный институт и в 1985 году его окончил.
С 1985 по 1986 годы работал по распределению в Управлении капитального строительства Угранского леспромхоза Смоленской области. Под инженерным руководством Бжании в посёлке Угра, недалеко от вокзала, построено два многоквартирных дома на 36 семей.
С 1987 по 1989 год работал инструктором, заведующим отделом Очамчирского райкома комсомола.
В 1991 году окончил Высшие курсы КГБ СССР и с 1991 по 1992 годы работал в КГБ Абхазии.
В период Отечественной войны народа Абхазии 1992—1993 годов Бжания служил в органах госбезопасности Абхазии в городе Гудаута.
В декабре 1999 года уволен в запас из Службы государственной безопасности Республики Абхазия.
С декабря 1999 до декабря 2008 года занимался коммерческой деятельностью в Российской Федерации, за счёт доходов от которой, в частности, семья Бжании приобрела ряд объектов недвижимости в Москве, Сочи и Сухуме, а также автотранспорт. После перехода на госслужбу передал свой бизнес сыну и племянникам.
В 1999 году окончил Академию народного хозяйства при Правительстве РФ.
В январе 2009 года назначен советником по экономическим вопросам посольства Абхазии в России.
24 февраля 2010 года указом президента Абхазии назначен Председателем Службы государственной безопасности Республики Абхазия, его заместителями назначены два генерал-майора, прикомандированных из ФСБ РФ — Владимир Черданцев и Андрей Юминов.
В апреле 2012 года, после покушения на президента Абхазии, Бжания представил в Москве директору ФСБ РФ Александру Бортникову доклад о ходе расследования, которое проходило при участии российских спецслужб.
В мае 2014 года президентом Абхазии Александром Анквабом присвоено звание «генерал-майор».
28 мая 2014 года, на следующий день после начала политических митингов, в результате которых оппозиция заняла ряд госучреждений, Бжания вместе с министром обороны Мерабом Кишмарией, министром внутренних дел Отаром Хецией и другими силовиками выступил с заявлением в поддержку «законно избранного президента страны».
С 9 апреля 2015 года — президент Фонда социально-экономических и политических исследований «АПРА».
С июля 2015 года — председатель Блока оппозиционных сил Республики Абхазия.
26 марта 2017 года избран депутатом VI созыва (2017—2022) Народного Собрания—Парламента Республики Абхазия.
22 марта 2020 года был избран пятым Президентом Республики Абхазии.

### Политический кризис 2014 года
Бжания осудил действия оппозиции во время массовых протестов в Сухуме против президента Александра Анкваба и захвата резиденции 27—31 мая 2014 года и связал последующую отставку главы государства прежде всего с его желанием предотвратить кровопролитие и братоубийственный конфликт. Он предостерёг, что участие в штурме органов государственной власти не имеет ничего общего с интересами абхазского общества в целом, а действия зачинщиков беспорядков могут быть квалифицированы как преступление в соответствии с Уголовным кодексом РА: «По прихоти небольшой оппозиционно настроенной части общества без оснований и доказанных обвинений глава государства был смещён с должности». Выступая в Москве 31 июля 2014 года, Бжания признал свою долю ответственности за неадекватную реакцию спецслужбы на майские беспорядки в Сухуме. В будущем повторение такого сценария, считает Бжания, может разрушить неокрепшую государственность Абхазии.

### Президентские выборы 2014 года в Абхазии
После майских беспорядков в Сухуме, захвата государственных зданий и смещения президента Анкваба съезд партии ветеранов Отечественной войны «Амцахара» поддержал кандидатуру Бжании на новых президентских выборах.
Центризбирком Абхазии зарегистрировал Бжанию кандидатом в президенты Абхазии на президентских выборах 24 августа 2014 года. В паре с Асланом на пост вице-президента баллотировался 40-летний директор Пицундского филиала Сухумского физико-технического института Астан Агрба, участник Отечественной войны народа Абхазии, отец троих детей, — из бзыбских абхазов, уроженец села Бзыбта. Руководителем избирательного штаба Бжании был экс-премьер Леонид Лакербая. О поддержке кандидатуры Бжании на выборах заявлял экс-президент Абхазии Александр Анкваб.
25 июля Бжания подписал Договор об общественном согласии с тремя другими кандидатами в президенты — Леонидом Дзяпшбой, Мирабом Кишмарией и Раулем Хаджимбой. Накануне вместе с соперниками участвовал в молебне, состоявшемся в Сухумском кафедральном соборе Благовещения Пресвятой Богородицы. После молебна глава Абхазской православной церкви иерей Виссарион (Аплиаа) призвал всех четверых кандидатов, принадлежащих к православному вероисповеданию, чувствовать ответственность за мир и стабильность в абхазском обществе, не предаваться греховным митинговым страстям, а поступать во всех своих делах по-евангельски.
29 июля — 1 августа 2014 года Бжания находился в Москве, провёл консультации в Администрации Президента РФ, Совете безопасности РФ, ФСБ РФ, с членами Федерального Собрания РФ, политиками и бизнесменами, встретился с представителями российской общественности и абхазской диаспоры в зале «Forum Hall».
В случае успеха на выборах 2014 года Бжания от имени государства планировал официально признать аннексию Крыма Российской Федерацией. Пост премьер-министра Абхазии Бжания в 2014 году обещал председателю Государственного таможенного комитета Республики Абхазия Саиду Николаевичу Таркилу. Правительство Бжания предполагал формировать на коалиционной основе, из представителей разных партий и общественных движений.
На выборах 24 августа 2014 года Бжания занял второе место, набрав около 36 тысяч голосов, что составило 35, 91 % от числа голосовавших. Президентом Абхазии избран Рауль Хаджимба с 50,5 тыс. голосов, что составило 50,6 %.
Сразу после инаугурации нового президента Хаджимбы 29 сентября 2014 года его политический соперник Бжания был уволен со всех государственных постов. В 2014—2019 годах занимался политикой и бизнесом в России и Абхазии, перешёл в ряды политической оппозиции.
9 апреля 2015 года в Сухуме презентовал Фонд социально-экономических и политических исследований «АПРА».
22 мая 2015 года Бжания выступил с программной речью на пятом съезде крупнейшей оппозиционной политической партии Абхазии «Амцахара», где позиционировался как лидер оппозиции. Подверг резкой и насмешливой критике власти во главе с Хаджимбой, осудив их за некомпетентность и беспомощность управления, отсутствие реалистичных планов развития, забытые обещания, прожектёрство, иждивенческие настроения в ожидании очередного транша бюджетной помощи из России.

### Политический кризис 2020 года
8-12 января 2020 года Бжания вместе с уроженцем Абхазии, командиром ДНР Ахрой Авидзбой, возглавил массовые протесты против действующего президента Рауля Хаджимбы в Сухуме. 9 января, после захвата административных зданий, по инициативе депутата Бжания Народное собрание Республики Абхазия предложило Хаджимбе уйти в отставку. После того, как 10 января Верховный суд Абхазии отменил результаты выборов, прошедших 8 сентября 2019 года, и признал их несостоявшимися, Хаджимба потерял статус президента. 12 января Бжания при посредничестве заместителя секретаря Совета Безопасности РФ Рашида Нургалиева нанёс визит Хаджимбе, укрывавшемуся от протестующих на госдаче в Сухуме, и потребовал от него уйти в отставку. В течение часа Хаджимба выполнил ультиматум протестующих и объявил о сложении полномочий в целях стабилизации обстановки. Новые президентские выборы состоялись 22 марта 2020 года и завершились победой Бжании уже в первом туре. Как и обещал избирателям, на пост премьер-министра Бжания назначил третьего президента республики 67-летнего Александра Анкваба.
22 марта 2020 года, по официальным данным Центризбиркома, Бжания в первом туре победил на выборах президента Абхазии, набрав около 56,5 % голосов. Срок полномочий президента составляет 5 лет.

### Политический кризис в 2024 году и отставка
После подписания 30 октября 2024 года соглашения с Россией, предусматривающего ряд льгот для крупных российских инвесторов, противники этого соглашения, будучи убеждёнными, что его условия выгодны исключительно российской стороне, потребовали отставки президента Аслана Бжании. 
15 ноября в парламенте должны были рассмотреть законопроект, ратифицирующий инвестиционное соглашение с Россией. Протест начался одновременно с открытием сессии, в таких условиях депутаты не не смогли согласовать повестку заседания, так что сессия была отменена. Однако ситуация обострилась ещё больше после объявления о переносе голосования. Собравшиеся у здания люди не только не разошлись, а напротив, потребовали от депутатов провести заседание и проголосовать против соглашения. Затем протестующие ворвались в здание парламента, также они заняли администрацию президента. Лидеры оппозиции настаивали, что протест направлен «не против России, а против олигархов» — как российских, так и абхазских. К президенту был отправлен спикер парламента с требованием отставки. Протестующие создали координационный совет, в который вошли представители общественных объединений. Они заявили о намерении оставаться в правительственном комплексе до отставки Бжании. Сразу после захвата зданий пресс-служба президента опубликовала заявление о скором отзыве законопроекта.
19 ноября Аслан Бжания и премьер Александр Анкваб ушли в отставку. Обязанности президента был назначен исполнять вице-президент Бадра Гунба, на должность премьера — экс-спикер парламента Валерий Бганба.

## Политические взгляды
По своим политическим взглядам Бжания считает себя последователем трёх президентов Абхазии — Владислава Ардзинбы, Сергея Багапша и Александра Анкваба. Толерантно относится ко всем национальным меньшинствам, проживающим в Абхазии, включая русскую, армянскую и грузинскую общины.
Бжания имеет в Абхазии репутацию сторонника интеграции с Россией при обязательном сохранении суверенитета республики. Он выступает за конституционный правопорядок и строгое соблюдения законности, против хаоса «митинговой демократии». Бжания исходит из того, что помощь Абхазии со стороны России не бесконечна и нельзя всегда быть на содержании другой страны. Бжания нацелен на системные реформы всех отраслей, государственное стимулирование бизнеса и сельского хозяйства, укрепление бюджетной дисциплины и счётно-контрольных органов, кредитование бизнеса строго на возвратной основе, переход республики к самообеспечению продуктами собственного производства, противодействие коррупции, реформирование системы здравоохранения и образования, адресную помощь инвалидам и их семьям, а также на борьбу с наркоманией.

Аслан Бжания признал свою долю ответственности за непредотвращение беспорядков в Абхазии, которые в июне 2014 года привели к смещению президента Александра Анкваба

Бжания считает, что назрел вопрос о предоставлении гражданам Российской Федерации права приобретать в Абхазии недвижимость в собственность. Сторонник объединения МВД и СГБ в единое правоохранительное ведомство, усиления управлений собственной безопасности в целях предотвращения коррупции в рядах силовиков, введения службы судебных приставов. Бжания выступил за снятие ценза оседлости на выборах в Абхазии для кандидатов, проживающих в Российской Федерации и при этом владеющих абхазским языком.
Бжания считает целесообразным возобновление сквозного железнодорожного сообщения через территорию Абхазии — в Грузию, Армению и Иран, связывая с этим проектом получение дополнительных транзитных платежей в бюджет, возможность самим пользоваться международным транспортным коридором, создание новых рабочих мест для обслуживания железной дороги, государственное признание всеми странами — участниками транзита, усиление аргументов и переговорных позиций во взаимоотношениях с потребителями транзита по разным вопросам, в том числе — геополитическим.
Бжания поддерживает ведение разведочно-изыскательских работ компанией «Роснефть» в Абхазии, а также проекты компании «Русгидро» в республике.
25 августа 2022 года президент Абхазии Аслан Бжания заявил о готовности республики стать полноправным участником Союзного государства России и Белоруссии. По его словам, идея Союзного государства близка народу Абхазии и «соответствует национальным интересам».

## Состояние здоровья
17 апреля 2019 года Бжания в связи с резким ухудшением здоровья был госпитализирован в больницу Сочи. Местные врачи затруднились поставить однозначный диагноз, и на фоне ухудшающегося самочувствия Бжании было принято решение о его срочном вывозе в Москву. 18 апреля Бжания в критическом состоянии был доставлен в отделение неврологии Московской городской клинической больницы имени В. М. Буянова. По словам московских врачей, оказавших первую помощь Бжании, вероятность летального исхода во время авиаперелёта из Сочи в Москву была «весьма высокой». 21 апреля со схожими симптомами в Московский городской НИИ скорой помощи имени Склифосовского были госпитализированы и двое сотрудников его охраны — Кясоу Дарсалия и Леван Бжания.
17 мая на пресс-конференции абхазская оппозиция представила результаты анализов, проведённых в Мюнхене, Германия. Согласно результатам анализов, Бжания был отравлен тяжёлыми металлами, такими как ртуть, алюминий и кадмий. В документе особо отмечено, что биологический материал на анализы был взят после двух процедур очищения крови, а это означает, что показатели на момент госпитализации были близки к критическим. 6 июня 2019 года Бжания спецбортом был доставлен в Берлин, Германию, где прошёл курс лечения и реабилитации в нескольких немецких клиниках. После того, как острая фаза отравления миновала, Бжания долго не мог разговаривать из-за проблем с дыхательной системой, с трудом передвигался, только с палочкой.
В абхазском обществе и в республиканской прессе разгорелись споры о том, кто мог отравить Бжанию. По мнению главного редактора сухумской газеты «Чегемская правда» Инала Хашига, «отравление странное, методы явно не абхазские».
В дальнейшем Бжания пошёл на поправку, выздоровел и возобновил политическую деятельность.

## Политический кризис 2024 года
15 ноября 2024 года в ходе беспорядков в Сухуме, вызванных протестами против российско-абхазского соглашения об инвестициях, абхазская оппозиция потребовала немедленной отставки президента Бжании.
Требования оппозиции:
- Оппозиция в Абхазии выдвинула ультиматум Аслану Бжании, от него требуют в течение часа уйти в отставку, заявил представитель оппозиции Леван Микаа[42].
- Председатель оппозиционной общественной организации «Абхазское народное движение» Адгур Ардзинба заявил, что оппозиция требует проведения внеочередных досрочных выборов[43].
- Представители оппозиции в Абхазии прекратили переговоры с властями республики и намерены «наращивать свои силы», заявил оппозиционный депутат Кан Кварчия[42].
- Оппозиция в Абхазии предлагала Бжании перед своим уходом назначить премьером человека, который до выборов будет исполнять обязанности президента, заявил Кварчия[44].
- Представители оппозиции и общественных организаций в Абхазии создали координационный совет для проведения переговоров с властями республики и выхода из политического кризиса, следует из заявления представителей оппозиции, распространенного Telegram-каналом «Республика».

Позиция президента Абхазии:
- Аслан Бжания, обращаясь к своим сторонникам, отказался уйти в отставку на фоне беспорядков, охвативших комплекс правительственных зданий в центре Сухума: «Я остаюсь в Абхазии и буду работать, как и прежде»[45].
- Бжания сейчас находится в родном селе Тамыш, сообщили в пресс-службе президента[46].
- Президент попросил своих сторонников не поддаваться на провокации[47].
- Пресс-служба главы государства опровергла распространяемую оппозицией информацию о том, что Бжания находится на территории российской военной базы[46].
- Общественная палата Абхазии призвала все стороны конфликта «возобновить нормальную работу государственных институтов и наладить политический диалог».

## Гражданство
Обладает двойным гражданством, гражданин Республики Абхазия и гражданин Российской Федерации.

## Семья
- Дед — Ашхангери Гедлачевич Бжания, известный абхазский долгожитель и наставник. По информации, публиковавшейся в советской печати, он прожил 148 лет[8].
- Отец — Георгий Ашхангереевич Бжания, более сорока лет был директором Тамышской средней школы, преподавателем русского языка и литературы, истории. Возглавлял Тамышский сельский Совет народных депутатов, удостоен звания «Отличник народного образования СССР».
- Мать — Венера Григорьевна Бжания, учитель начальных классов.
- Жена — Аэлита Максимовна Ахиба (р. 1963, Гудаута), в 1985 году окончила юридический факультет МГУ и до 1993 года работала помощником Председателя Президиума Верховного Совета Абхазии Владислава Ардзинба. В настоящее время — на руководящей должности в Счётной палате Российской Федерации.
  - Дочь — Аэлина (р. 1987), окончила Московский 1-й медицинский институт им. Сеченова, замужем.
  - Сын — Максим (р. 1991), окончил Московский государственный университет по специальности «мировая политика». Аспирант МГУ. Бизнесмен, акционер ОАО «ЮГ-Инвестбанка».

## Награды
- июнь 2014 — Орден Дружбы; награждён Указом Президента Российской Федерации за содействие в организации безопасности Зимних Олимпийских и Паралимпийских игр 2014 года в г. Сочи (А. Г. Бжания был руководителем Межведомственного штаба по координации силовых структур от Республики Абхазия).
- июль 2022 — Орден Дружбы народов (Россия, Башкортостан)[48].